# Килтили
Килтили (англ. Kiltealy; ирл. Cill Téile) — деревня в Ирландии, находится в графстве Уэксфорд (провинция Ленстер) у трасс R702 и R730. В 2002 году здесь было 409 жителей.